# Fribourg kanton
Fribourg (németül Freiburg, svájci német dialektusban Frybùrg, olaszul Friburgo, rétorománul Friburg) Svájc egyik kantonja az ország franciául beszélő, nyugati felén. Székhelye Fribourg városa. Lakossága 2013-ban 297 622 fő volt.

## Története

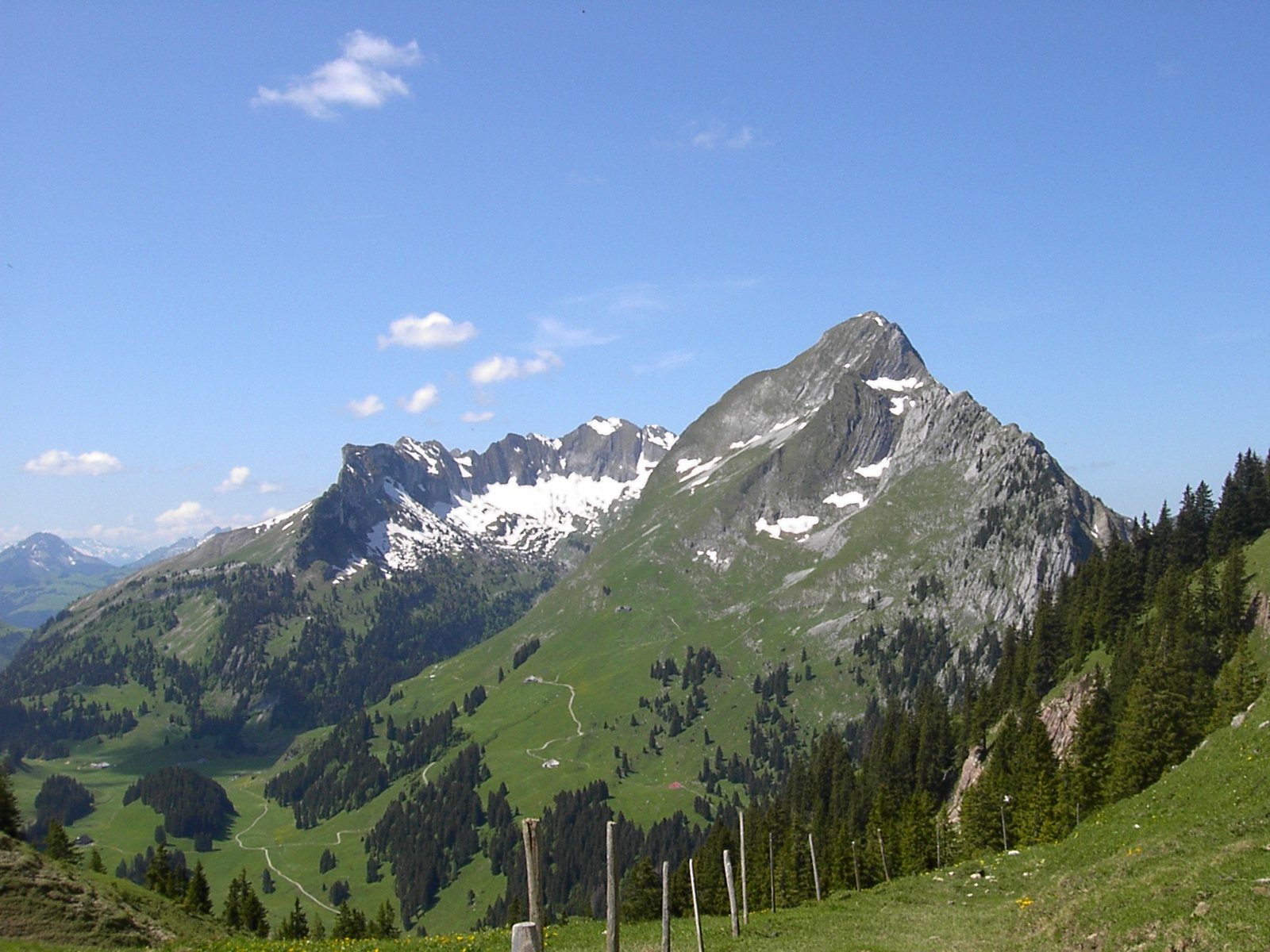
A kanton legmagasabb pontja a Vanil Noir (balra hátul)

A kantont javarészt azok a birtokok és területek alkotják, amelyeket Fribourg városa megszerzett az évszázadok folyamán. A várost 1157-ben alapította Berchtold von Zähringen. A Zähringen-család 1218-ban kihalt és Fribourgot a Kyburg-dinasztia örökölte. A Habsburgok 1277-ben vásárolták meg a várost. Tőlük a Savoyai-ház szerezte meg 1452-ben. A város 1477-ben Bern szövetségeseként részt vett a Burgundia elleni győztes háborúban és jelentős módon ki tudta terjeszteni határait. A következő évben birodalmi szabad városi státuszt szerzett. Fribourg 1481-ben csatlakozott az Ósvájci Konföderációhoz. 
A kanton mai formáját a napóleoni Helvét Köztársaság bukása utáni újjászervezés során nyerte el, amikor hozzá csatolták Murten városát. Az 1840-es években Fribourg csatlakozott a katolikus kantonok szövetségéhez, a Sonderbundhoz és 1847-ben vele együtt fellázadt a konföderációs kormányzat ellen. A felkelés leverése Fribourg város ostromával kezdődött és a kanton csapatai röviddel utána letették a fegyvert. 

## Földrajza
A kanton Svájc nyugati felén helyezkedik el. Északon és keleten Bern, délen és nyugaton Vaud kantonokkal határos. Fribourghoz tartozik még egy nagyobb és két kisebb exklávé Vaudban (mindhárom Broye kerület része) és egy kisebb (a Gurmelshez tartozó Wallenbuch falu) Bern kantonban. A Neuchâteli-tó partján Vaud egy enklávéját fribourgi terület veszi körbe minden oldalról. A kanton területe 1 669 km².
A kanton a Svájci-fennsíkon fekszik, nyugati fele sík, de délkeleti irányban fokozatosan egyre hegyvidékibbé válik a táj, amely itt már a Berni-Alpok része. A kanton legmagasabb pontja a 2389 méteres Vanil Noir.
Fribourg legnagyobb folyója a Sarine (németül Saane), amely a Rajna mellékfolyójába, az Aare-ba torkollik. A legfontosabb tavak a Neuchâteli-tó és a Murteni-tó. 

## Közigazgatás

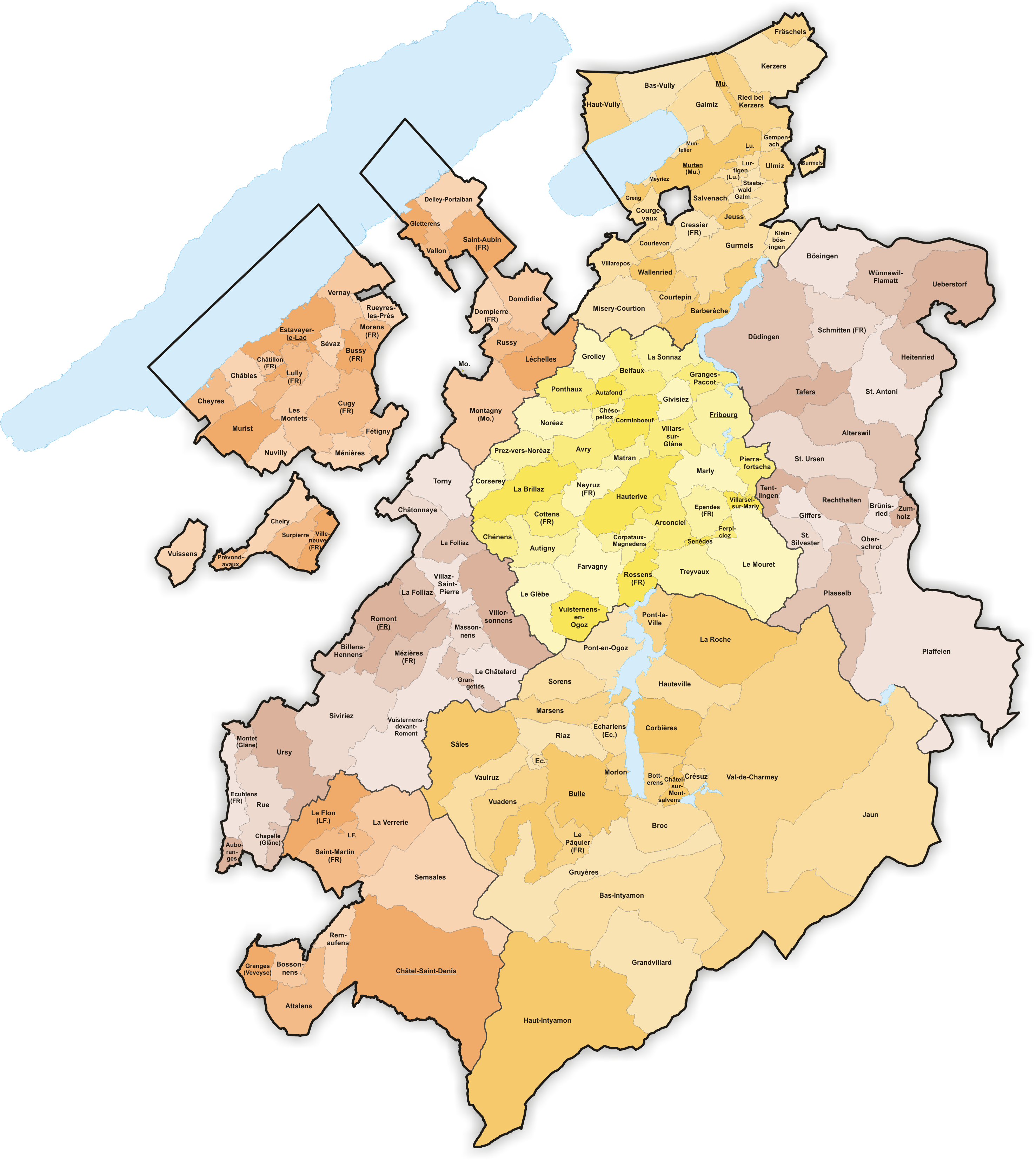
Fribourg kerületei és önkormányzatai

Fribourg kantonban 165 önkormányzat található, melyeket 7 kerületbe egyesítenek:
- Broye, székhelye Estavayer-le-Lac
- Glâne, székhelye Romont
- Gruyère (németül Greyerz), székhelye Bulle
- Sarine (németül Saane), székhelye Fribourg
- See (Franciául District du Lac), székhelye Murten
- Sense (Franciául Singine), székhelye Tafers
- Veveyse (németül Vivisbach), székhelye Châtel-Saint-Denis

## Népessége
A kanton lakossága 2013-as adatok szerint 297 622 fő. Mintegy kétharmaduk anyanyelve francia, egyharmaduké a német svájci dialektusa; a németek a kanton keleti felén koncentrálódnak, de számos település kétnyelvű. 2007-ben a lakosok 16,65%-a (43 838 fő) volt külföldi.   
A katolikus Freiburg beékelődik történelmileg protestáns szomszédai, Vaud és Bern közé. A mai napig a lakosok mintegy 70%-a (2000) katolikusnak, míg 15%-a evangélikusnak vallja magát. 
A kanton legnagyobb városai Fribourg (34 300 lakos) és Bulle (18 200 lakos).

## Gazdaság
A gazdaság fontos ága az állattenyésztés, azon belül a szarvasmarhatartás és a tejfeldolgozás. A fribourgi sajtok híresek, különösen a La Gruyère-ben készített hasonló nevű márka. Broc városa több mint száz éve működő csokoládégyáráról nevezetes. Ezenkívül dohányt, gyümölcsöt és gabonát is termesztenek, főleg a sík északi vidékeken. 
Fribourg, Bulle, Villars-sur-Glâne, Düdingen , Murten és Estavayer-le-Lac környékén könnyűipari üzemek koncentrálódnak, valamint főleg szolgáltatásokat végző kis- és középvállalatok. La Gruyère kerületben jelentős az erdészet. Sarin kerület erőművei villamos energiával látják el a kantont és kívülre is exportálnak. A tavak környéke és a hegyvidék sok turistát vonz. 

## Fordítás
- Ez a szócikk részben vagy egészben  a   Canton of Fribourg című angol Wikipédia-szócikk ezen változatának fordításán alapul.  Az eredeti cikk szerkesztőit annak laptörténete sorolja fel. Ez a jelzés csupán a megfogalmazás eredetét és a szerzői jogokat jelzi, nem szolgál a cikkben szereplő információk forrásmegjelöléseként.